# Álvaro Barreal
Álvaro Barreal, né le 17 août 2000 à Buenos Aires en Argentine, est un footballeur argentin qui évolue au poste d'ailier gauche au Santos FC, en prêt du FC Cincinnati.

## Biographie

### En club
Né à Buenos Aires en Argentine, Álvaro Barreal est formé au Vélez Sarsfield. Il joue son premier match en professionnel lors d'une rencontre de championnat argentin le 3 septembre 2018, contre Boca Juniors. Il entre en jeu à la place de Lucas Robertone lors de cette rencontre, et son équipe est battue par trois buts à zéro.
Le 2 septembre 2020, Álvaro Barreal rejoint les États-Unis afin de s'engager en faveur du FC Cincinnati.
Barreal inscrit son premier but pour le FC Cincinnati le 16 mai 2021, lors d'une rencontre de championnat face à l'Inter Miami. Il ne peut toutefois empêcher la défaite de son équipe par trois buts à deux. Il rentre dans l'histoire du club à cette occasion, puisqu'il est le premier joueur du FC Cincinnati à marquer au TQL Stadium, le nouveau du FCC.
Le 20 avril 2022, Barreal se fait remarquer en réalisant un doublé contre les Riverhounds de Pittsburgh, lors d'un match de US Open Cup, permettant à son équipe de s'imposer (2-0 score final). Son deuxième but, une reprise de volée du gauche de l'extérieur de la surface, est nommé pour le Prix Puskás de l'année.
Il figure dans l'équipe du Match des étoiles de la Major League Soccer en 2023.
Le 1er mars 2024, Álvaro Barreal rejoint le Cruzeiro EC sous la forme d'un prêt d'une saison, avec option d'achat.

### En sélection
Álvaro Barreal représente l'équipe d'Argentine des moins de 20 ans. Il joue quatre matchs avec cette sélection, tous en 2018, et inscrit deux buts.